# Грегсон-Уильямс, Гарри
Гарри Грегсон-Уильямс (англ. Harry Gregson-Williams; род. 13 декабря 1961) — британский кинокомпозитор, дирижёр, продюсер, номинант на Золотой глобус и Грэмми. Также принимал участие в записи саундтреков для компьютерных игр, например, Call of Duty 4: Modern Warfare и серии Metal Gear Solid.

## Биография
Родился 13 декабря 1961 году в Англии. Родной город Гарри назвать сложно, так как семья Грегсон-Уильямсов жила в отдельно стоящем доме (в котором даже не было электричества) в сельской местности на довольно большом расстоянии от Лондона. В семье Гарри все занимались музыкой и играли на разных музыкальных инструментах, и поэтому неудивительно, что ребёнок тоже этим заинтересовался. В четырёхлетнем возрасте Гарри начал учиться игре на фортепиано. Но позднее добился наибольших успехов в пении. Его брат Руперт Грегсон-Уильямс также является кинокомпозитором.

## Избранная фильмография
1. Скала (англ. The Rock — 1996 год)
2. Весь огромный мир (англ. The Whole Wide World — 1996 год)
3. Снежное чувство Смиллы (англ. Smilla's Sense of Snow — 1997 год)
4. Армагеддон (англ. Armageddon — 1998 год)
5. Должники (англ. The Borrowers — 1997 год)
6. Муравей Антц (англ. Antz — 1998 год)
7. Матч (англ. The Match — 1999 год)
8. Что случилось с Гарольдом Смитом? (англ. Whatever Happened to Harold Smith? — 1999 год)
9. Побег из курятника (англ. Chicken Run — (2000 год)
10. Приключения Тигрули (англ. The Tigger Movie — 2000 год)
11. Дети шпионов (англ. Spy Kids -2001 год)
12. Шпионские игры (англ. Spy Game -2001 год)
13. Шрек (англ. Shrek — 2001 год)
14. Телефонная будка (англ. Phone Booth — 2002 год)
15. Синдбад: Легенда семи морей (англ. Sinbad: Legend of the Seven Seas — 2003 год)
16. Сокровище Амазонки (англ. The Rundown — 2003 год)
17. Шрек 2 (англ. Shrek 2 — 2004 год)
18. Гнев (англ. Man on Fire — 2004 год)
19. Царство небесное (англ. Kingdom of Heaven — 2005 год)
20. Хроники Нарнии: Лев, колдунья и волшебный шкаф (англ. The Chronicles of Narnia: The Lion, the Witch and the Wardrobe -2005 год)
21. Водопад Ангела (англ. Seraphim Falls — 2006 год)
22. Смывайся! (англ. Flushed Away — 2006 год)
23. Дежа Вю (англ. Deja Vu — 2006 год)
24. Шрек Третий (англ. Shrek the Third — 2007 год)
25. Число 23 (англ. The Number 23 — 2007 год)
26. Прощай, детка, прощай (англ. Gone Baby Gone — 2007 год)
27. Опасные пассажиры поезда 123 (англ. The Taking of Pelham 1 2 3 — 2009 год)
28. Люди Икс: Начало. Росомаха (фильм) — 2009
29. Неуправляемый (англ. Unstoppable — 2010 год)
30. Шрек навсегда (англ. Shrek Forever After — 2010 год)
31. Принц Персии: Пески времени (англ. Prince of Persia: The Sands of Time — 2010 год)
32. Ковбои против пришельцев (англ. Cowboys & Aliens — 2011 год)
33. Жизнь за один день (англ. Life in a Day — 2011 год)
34. Секретная служба Санта-Клауса (англ. Arthur Christmas — 2011 год)
35. Великий уравнитель (англ. The Equalizer — 2014 год)
36. Марсианин (англ. The Martian — 2015 год)
37. Мег: Монстр Глубины — 2018
38. Великий уравнитель 2 (англ. The Equalizer 2 — 2018 год)
39. Мулан (англ. Mulan — 2020 год)
40. Бесконечность (англ. Infinite — 2021 год)
41. Последняя дуэль (англ. Last duel — 2021 год)
42. Дом Гуччи (англ. House of Gucci — 2021 год)
43. Засада (англ. Al Kameen — 2021 год)
44. Возвращение в космос (англ. Return to Space — 2022 год)
45. Мег 2: Бездна (англ. Meg 2: The Trench — 2023 год)
46. Побег из курятника 2 (англ. Chicken Run: Dawn of the Nugget — 2023 год)

## Компьютерные игры
- 2001 — Metal Gear Solid 2: Sons of Liberty
- 2004 — Metal Gear Solid 3: Snake Eater
- 2005 — Battlefield 2: Modern Combat
- 2006 — Metal Gear Solid: Portable Ops
- 2007 — Call of Duty 4: Modern Warfare
- 2007 — Plasma Pong
- 2008 — Metal Gear Solid 4: Guns of the Patriots
- 2014 — Metal Gear Solid V: Ground Zeroes
- 2014 — Call of Duty: Advanced Warfare
- 2015 — Metal Gear Solid V: The Phantom Pain